# الاتصالات الخارجية لمصر القديمة
فيما يلي سرد لقواعد الاتصالات الخارجية المصرية القديمة وما قبل الأسرات حتى عام 343 قبل الميلاد.

## نبتة بلايا ما قبل التاريخ (7500 قبل الميلاد)
في نبتة بلايا بنهاية الألفية السادسة قبل الميلاد، استورد المصريون ما قبل التاريخ الماعز والأغنام من جنوب غرب آسيا.

## بداري ما قبل الأسرات (حوالي 4500-4000 قبل الميلاد)
تشير القطع الأثرية الأجنبية التي يعود تاريخها إلى الألفية الخامسة قبل الميلاد في ثقافة بداري في مصر إلى الاتصال بسوريا البعيدة وأوروك.

## نقادة وجرزة والمعادي ما قبل الأسرات (حوالي 4400 - 3100 قبل الميلاد)
كان المصريون ما قبل الأسرات في فترة نقادة الأولى يتاجرون مع النوبة في الجنوب، وواحات الصحراء الغربية إلى الغرب، وثقافات شرق البحر الأبيض المتوسط في الشرق. كما استوردوا حجر السج من إثيوبيا لتشكيل الشفرات وأشياء أخرى. تم التعرف على عينات الفحم التي تم العثور عليها في مقابر نخن، والتي تعود إلى فترات نقادة الأولى والثانية، على أنها أرز من لبنان.
من بين الأدلة على صلات نقادة الفخار والتحف الأخرى من بلاد الشام التي تم العثور عليها في مصر القديمة. تم العثور على قطع أثرية مصرية تعود إلى هذا العصر في كنعان ومناطق أخرى من الشرق الأدنى، بما في ذلك تل براك وأوروك وسوسة في بلاد ما بين النهرين.
وصلت تجارة اللازورد، على شكل خرز، من مصدرها الوحيد المعروف في عصور ما قبل التاريخ - بدخشان، في شمال شرق أفغانستان - إلى جرزة القديمة.
بحلول النصف الأول من الألفية الرابعة قبل الميلاد، كان المصريون قبل الأسرات في المعادي يستوردون الفخار من كنعان.

## الأسرات المصرية المبكرة (3100-2575 قبل الميلاد)
إن الأدلة على الاتصالات المبكرة للأسرة هي في الأساس استمرار لما قبل الأسرات المذكورة أعلاه مع مزيد من الامتدادات في السودان. هناك أيضًا بعض المؤشرات على الاتصال مع بحر إيجه وكريت في هذه الفترة، لكن هذا الدليل ضعيف.
كان نارمر يصنع الفخار المصري في جنوب كنعان - ويختم اسمه على الأواني - ثم يُصدَّر مرة أخرى إلى مصر. شملت مواقع الإنتاج تل عراد ووادي غزة ورفح وتل عراني. مستعمرة مصرية كانت متمركزة في جنوب كنعان تعود إلى نفس العصر. تم العثور على فخار مصري من الأسرة الأولى في جنوب كنعان، وبعضها يحمل اسم نارمر.
تشمل الانعكاسات الأخرى للتواصل القديم مع الشرق الأدنى بشكل خاص تصميم سكين صوان.

## المملكة المصرية القديمة (قبل حوالي 2134 قبل الميلاد)
تمتد الأدلة على تجارة المملكة المصرية القديمة جنوبًا إلى النوبة (في السودان) وبونت (ربما إثيوبيا / إريتريا الحديثة أو الأراضي الحدودية الإريترية السودانية، وربما الصومال)، شرقًا إلى الشرق الأدنى (بيبلوس وإبلا، سوريا)، شمالًا إلى بحر إيجة والجزر اليونانية، وغربًا (أدلة محدودة) مع ليبيا.
تم استخدام طريق درب الأربعين التجاري، الذي يمر عبر واحة الخارجة في الجنوب وأسيوط في الشمال، منذ وقت مبكر مثل المملكة القديمة لنقل وتجارة الذهب والعاج والتوابل والقمح والحيوانات والنباتات.

## المملكة المصرية الوسطى (قبل عام 1648 قبل الميلاد)
الأدلة على اتصالات المملكة المصرية الوسطى تصل جنوبا إلى النوبة، ولا سيما بوهين وكرمة. عاش النوبيون أيضًا في مصر القديمة في هذه الفترة.
يتم تمثيل جهات الاتصال باتجاه الشرق من خلال الأشياء والأعمال التحفيزية لمصر القديمة الموجودة في الشرق الأدنى، بما في ذلك الأناضول الحديثة وجبيل وتلك المناطق القديمة حول كنعان وسوريا. تم العثور على بعض ملوك جبيل مدفونين بأشياء مصرية.
غربًا، يقتصر الدليل على الاتصال بليبيا عمومًا على الحملات العسكرية.
شمالًا، تشتمل الأدلة على الاتصال ببحر إيجه على آثار مينوان الموجودة في مصر.

## الإمبراطورية المصرية (قبل حوالي 1070 قبل الميلاد)
يبدو أن اتصالات الإمبراطورية المصرية (في كل مكان باستثناء اليونان) قد هيمنت عليها الأنشطة العسكرية. يبدو أن الاتصالات القوية في الشمال مع جزيرة كريت وميسينيا والهيلاديك (على جزر بحر إيجه) قد استمرت خلال هذا الوقت. جنوبا، غزت مصر النوبة.
شرقاً، نجح المصريون في غزو المناطق القديمة في فلسطين وسوريا، حيث عارضهم الميتانيون والحيثيون. على الرغم من استمرار التجارة المحدودة بين المناطق، وبلغت ذروتها في أقدم معاهدة سلام معروفة في العالم، بين رمسيس الثاني والحيثيين.
غربًا، اقتصر الاتصال مع ليبيا مرة أخرى بشكل عام على الأنشطة العسكرية.

## الفترة المتأخرة (قبل حوالي 343 قبل الميلاد)
يبدو أن الاتصالات الأجنبية في الفترة المتأخرة من مصر القديمة كانت مجرد امتدادات لتلك الخاصة بالإمبراطورية المصرية. استمرت الحملات العسكرية مرة أخرى، في كل مكان ما عدا اليونان القديمة. في الواقع، هناك دليل في هذه الفترة على جنود يونانيين يقاتلون من أجل الملوك المصريين وإنشاء مركز تجاري يوناني، يسمى نقراطس، داخل مصر.
وصفه هيرودوت بأنه طريق "اجتاز ... في أربعين يومًا"، أصبح طريق درب الأربعين التجاري بحلول عصره طريقًا بريًا مهمًا يسهل التجارة بين النوبة ومصر.
سيطرت مصر على قبرص، ولكن على الرغم من المحاولات العديدة، لم تسيطر أبدًا على فلسطين.
مرة أخرى، اقتصرت الاتصالات الليبية في هذه الحقبة بشكل عام على الأنشطة العسكرية.